# نينكيليم
الإله نينكيليم، وجد مذكورا في الكتابات المسمارية دنين-بيش2، هو إله بلاد ما بين النهرين المشار إليه في نطاق واسع ممتد من الفترة السومرية إلى الفترات البابلية اللاحقة، وهو إله يشمل أتباعه بالحياة البرية بشكل عام وبالآفات بشكل خاص. اسمه، نين-كيليم، يعني سيد القوارض، حيث القوارض، تُلفظ šikku-(شيكّو) ولكن تُكتب nin-ka6، وهي كلمة تابعة للاشتراك الخطي اللفظي.
يوصف في اللغة السومرية بأنه آ.زا.لو.لو بمعنى سيد المخلوقات المزدحمة، ويذكر في الأكدية بأنه بيل ناماشتي سيد الحيوانات البرية ويظهر تبعًا في الكثير من النصوص السحرية ضد آفات الحقول، مثل زو بورو دابيدا. برغم كون نينكيليم أنثوية الذكر في قائمة الآلهة العظيمة، والألبوم الفلاحي السومري - (الذي يطلب من الفلاح أن يصلي إلى نينكيليم، إلهة فئران الحقول، حتى تبقي رعاياها الصغيرة ذات الأسنان الحادة بعيدًا عن الحبوب النامية)، تعرفها النصوص السحرية الخاصة بآفات الحقول كذكر، مثلها مثل نصوص أخرى من الفترات اللاحقة .غالبًا ما كان يُنظر إلى نينكيليم على أنها خالقة لمختلف آفات الحقول، علما أن هذا الدور يمكن أن يُعين أيضًا للإله اينوجي أو ألولوس، ملك إريدو الأسطوري البدائي والذي يُعتقد بحسب ما ورد عنه أنه يكره الشعير (يُشار إليه مجازيًا بـ الملك نيدابا).
يحتفل في السنة الثامنة من عهد إيدين داغان باختياره (بوساطة العلامات قامت بها الكاهنة الكبرى لنين-كيليم). حيث كان داغان أحد الآلهة الرعاة، بمشاركة الإلهة ننهورساج، إله لمدينة دينياتوم.
يمكن العثور على اقتراحات تشير بأن نينكيليم كانت متساوية مع نينگيريما في المنشورات القديمة، اعتمادًا على تشابه أسمائهم، ومركز العبادة المشترك بينهم (موروم) وعوامل أخرى، ولكن وفقًا لمانفريد كريبيرنيك، فإن هذا الاقتراح غير معقول. ويشير بالإسناد إلى الاختلافات التالية: بينما نينگيريما أنثوية الذِكر في المصادر دائمًا، يمكننا اعتبار نينكيليم إلهًا ذكرًا وأنثى؛ يشار إلى أنهما دائمًا ما يختلف وضعهما في قوائم الآلهة؛ إلا أن كلاهما ارتبط بالثعابين، وحتى هذا الإرتباط لم يكن سليمًا في عرض التطابق.